# Alberto Curtolo

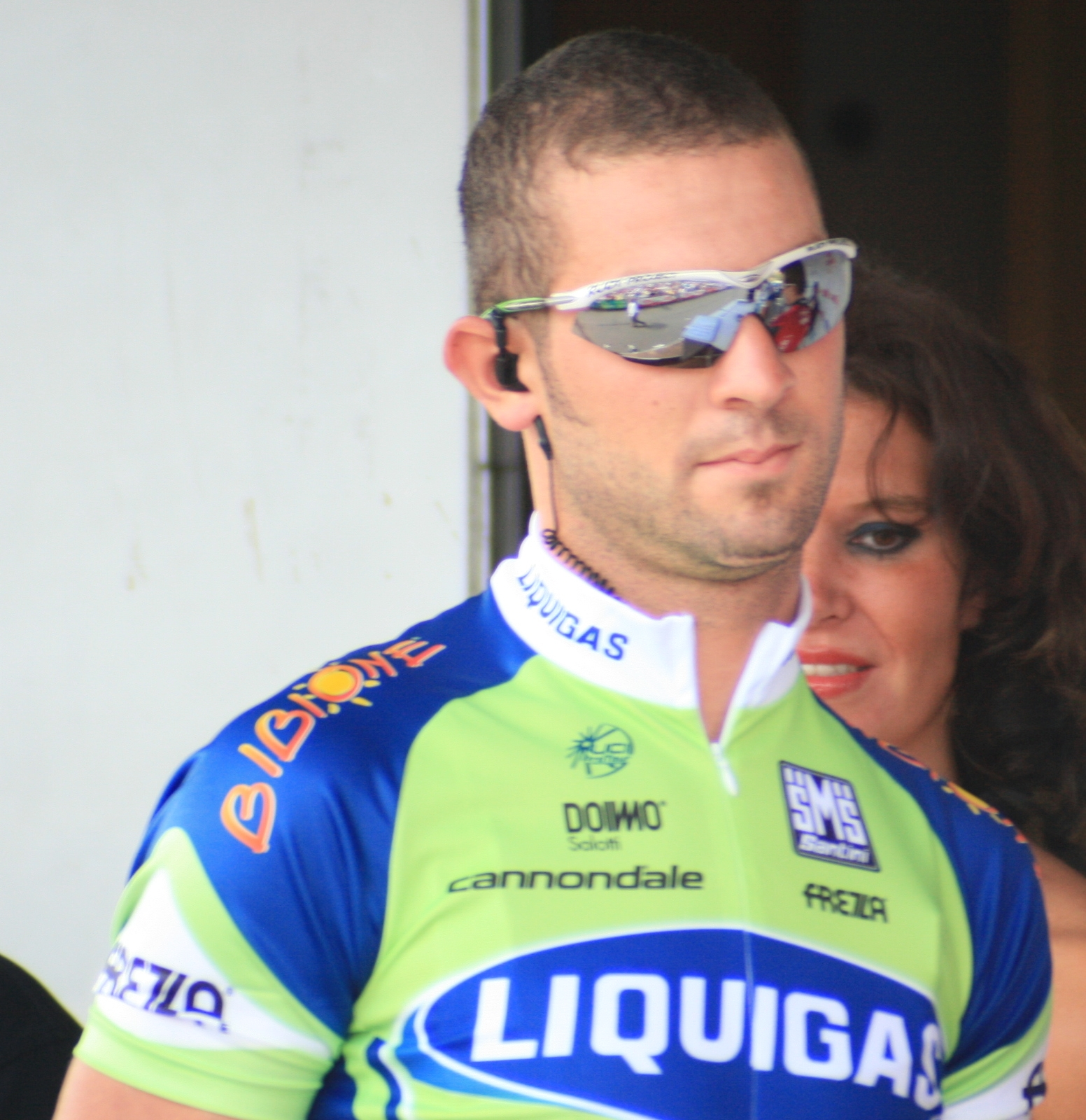
Alberto Curtolo (2008)

Alberto Curtolo (* 14. August 1984) ist ein ehemaliger italienischer Radrennfahrer.
Alberto Curtolo gewann 2005 jeweils eine Etappe bei der Volta de Ciclismo Internacional do Estado de São Paulo und bei der Berliner Rundfahrt. Das Rennen Giro delle Tre Provincie gewann er ebenfalls 2005. Im Jahr darauf bekam er einen Vertrag bei dem UCI ProTeam Liquigas. Nach einem Jahr ohne Erfolge wechselte er wieder zu Marchiol Ima Famila Liquigas Site. Dort gewann er eine Etappe beim Giro della Regione Friuli Venezia Giulia. 2008 ging er zu Liquigas zurück, beendete aber Ende des Jahres seine Radsport-Laufbahn.

## Erfolge
2005
- eine Etappe Volta de Ciclismo Internacional do Estado de São Paulo
- eine Etappe Berliner Rundfahrt

2007
- eine Etappe Giro della Regione Friuli Venezia Giulia

## Teams
- 2006 Liquigas
- 2008 Liquigas